# 三大学連合
三大学連合（さんだいがくれんごう、英: Union of three universities in Tokyo）は、東京都を拠点とする国立大学である東京外国語大学、東京科学大学、一橋大学による相互教育研究プログラムの通称である。
元々は東京医科歯科大学、東京外国語大学、東京工業大学、一橋大学の4校による相互教育研究プログラムであり名称も四大学連合だったが、2024年10月1日の東京医科歯科大学と東京工業大学の東京科学大学への統合により現名称へ移行した。
『四大学連合憲章』に基づき「四大学の学部間における複合領域コース及び大学院研究科間における学生交流に関する協定」を2002年（平成14年）2月20日締結した。
2002年度2年次以上の学部生から
1. 「複合領域コース」（特別履修プログラム）の設定
2. 編入学の実施
3. 「複数学士号」(dual degree) の創設

を実施している。

## 経緯

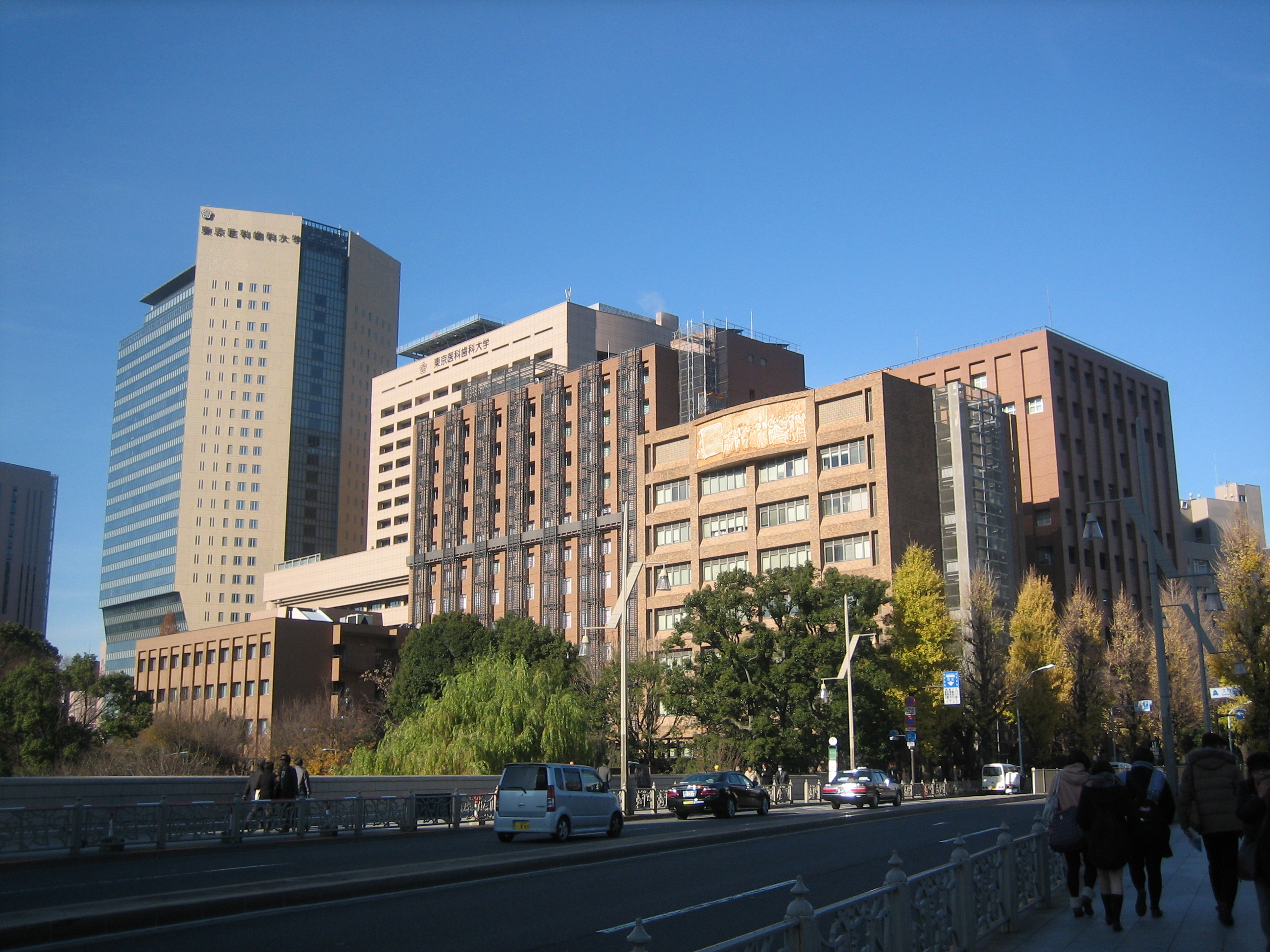
東京医科歯科大学
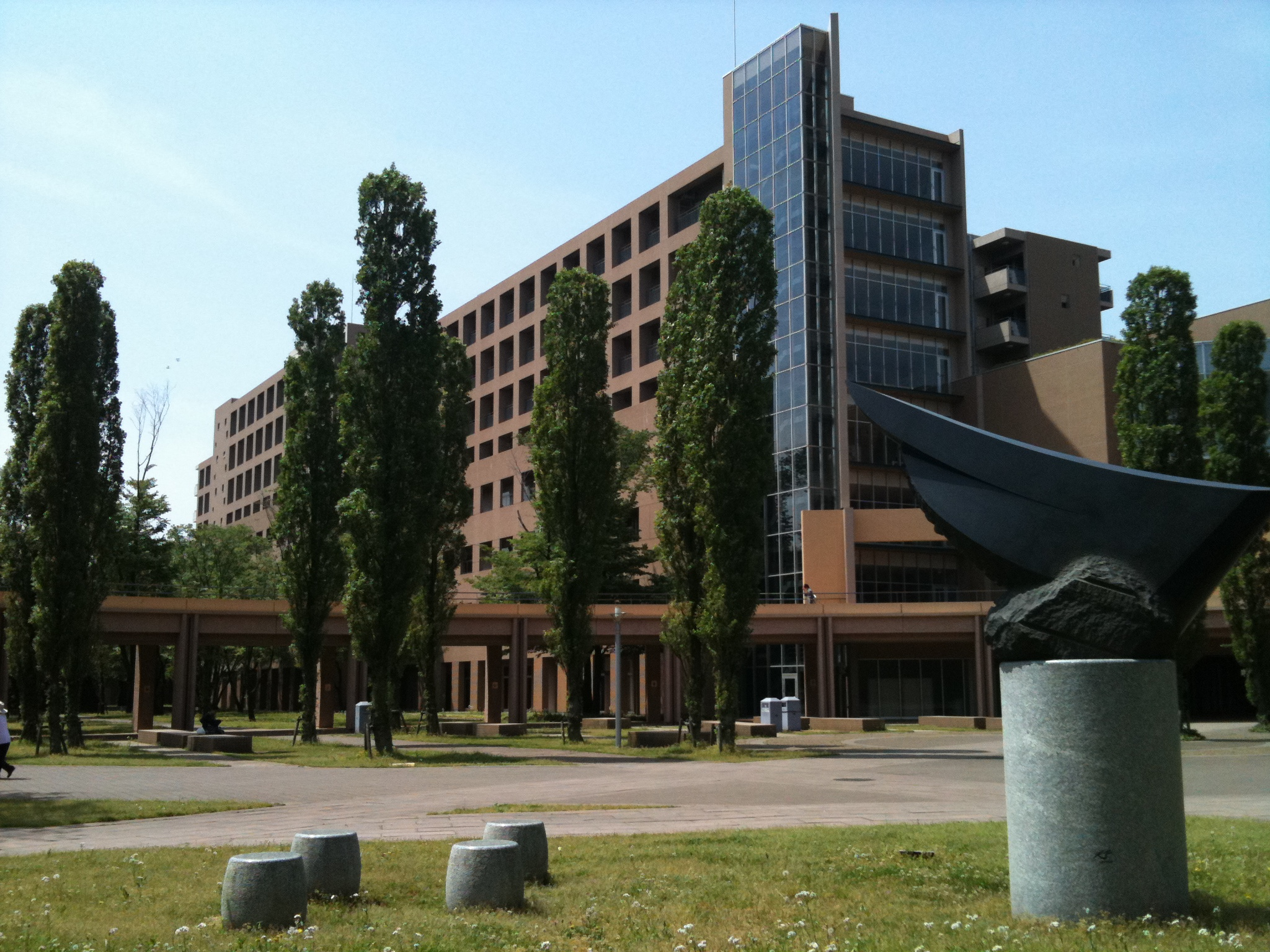
東京外国語大学
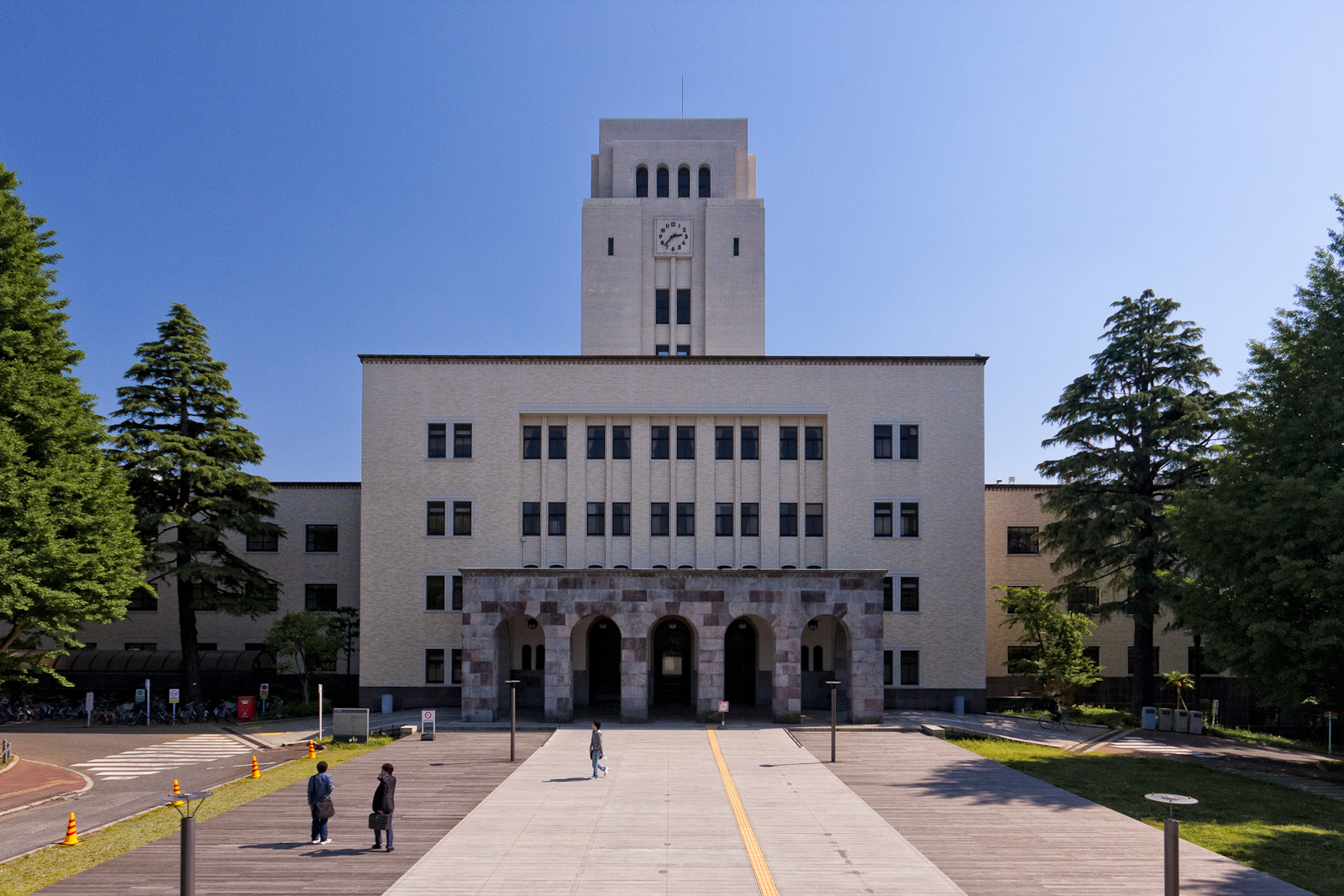
東京工業大学
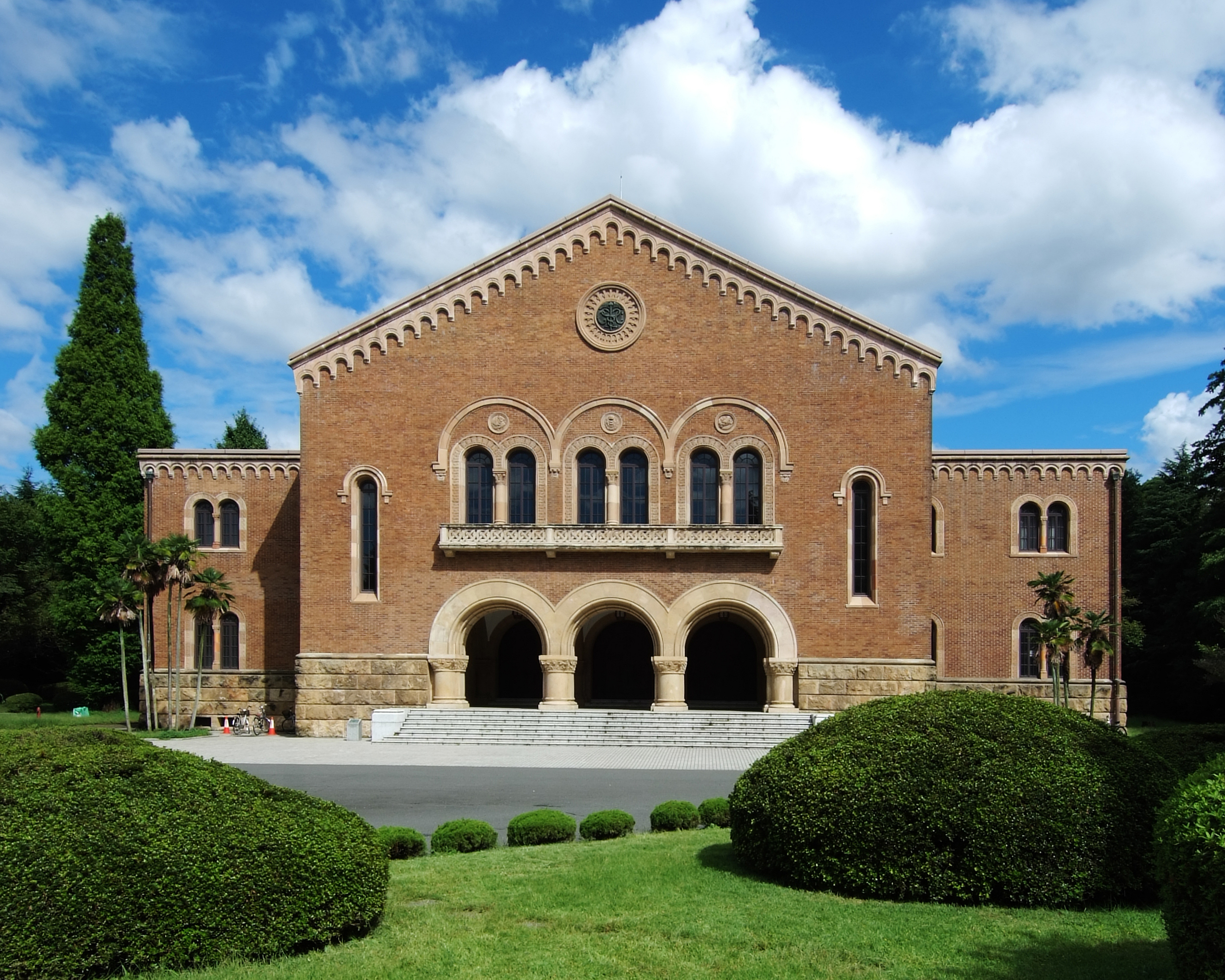
一橋大学

1999年（平成11年）春、かねてより国立大学協会の運営に不満を抱いていた中嶋嶺雄東京外国語大学学長が、内藤喜之東京工業大学学長、石弘光一橋大学学長とともに、偶然ドイツ連邦共和国ボンの日独学長会議に招かれる機会があった。帰国後、神田一ツ橋の如水会館のレストランで会合を行い、「国立大学独立行政法人化」（後の2004年（平成16年）実施）の論議が行われている中で、単科大学はその性質上、理系・文系にとらわれない複合領域分野に弱いという点が挙げられるため、独立行政法人化して利益を上げることができるのだろうかという不安があり、それぞれの分野で国内トップクラスの大学と言えども弱点を克服できない背景があったためか、3大学学長が語り合っているうちに3大学で協力すれば面白いことができるのではないかという話になったという。
その後、同じく各分野で評価の高い東京医科歯科大学と東京芸術大学の学長も加わって、1999年秋にはこの5大学の学長による大学連合構想が公にされた。当時の新聞には21世紀にふさわしい大学像を探る試みとして大々的に取り上げられている。しかしこの五大学連合構想について踏み込んだ話し合いが始まる前に、東京芸術大学が教授会の反対により抜けてしまう。また東京外国語大学が学内の意見がまとまらないことを理由に一時的に抜けてしまった。残る3大学で話し合いが続く中、2000年（平成12年）11月になり、東京外国語大学が大学連合に参加することを改めて表明する。そして2001年（平成13年）3月15日、連合の目的、方針を記した『四大学連合憲章』が各大学の学長により調印され、四大学連合は正式にスタートを切った。
この憲章には教育、研究、国際化について各大学が協力して事業を行う旨が記されており、これに従って四大学連合の事業は展開されていく。初めに検討されたのは教育事業としてどのようなことができるかということだった。その結果大学連合の事業の第一段として行われたのが、4大学間で行われる複合領域コース（特別履修プログラム）である（後述）。これは2002年度2年次以上の学部生から履修可能とした。
いずれかのコースを受けて、もっとその分野について知りたい、他大学で勉強したいという積極的な人に対しては、複数学士号の制度が設けられることとなった。この制度は基本的に5～6年かけて2つの学士が取れるというものである。
また、編入学とは2年次修了後に受け入れ大学の3年生になれるというものである。大学入学後に自分が大学に合っていないと感じることをミスマッチ入学と呼ぶ。編入学は早期にこの問題を解消するために用意された制度である。
いずれも複合領域コース履修者を対象としたもので、多様な学生に対応しようという工夫が試みられた。
2006年（平成18年）4月1日から「大学院学生の教育研究交流」を実施している。2021年（令和3年）2月1日、研究連携「ポストコロナ社会コンソーシアム」を開設。
2024年10月1日に東京医科歯科大学と東京工業大学が統合して東京科学大学となったことから、三大学連合へ移行した。

## 実施細目

### 出願資格
2年次以上の学科に所属する学部生を対象とする。

### 複合領域コース（特別履修プログラム）
※次の提供科目は毎年開講されるとは限らない。追加や廃止となる科目もありうる。
1. は4大学間共通コースである。
1. 海外協カコース
2. 総合生命科学コース（東京医科歯科大学、東京工業大学、一橋大学）
3. 生活空間研究コース（東京医科歯科大学、東京工業大学、一橋大学）
4. 医用工学コース（東京医科歯科大学、東京工業大学）
5. 医療・介護・経済コース（東京医科歯科大学、一橋大学）
6. 科学技術と知的財産コース（東京工業大学、一橋大学）
7. 文理総合コース（東京工業大学、一橋大学）
8. 技術と経営コース（東京工業大学、一橋大学）
9. 国際テクニカルライティングコース（東京外国語大学、東京工業大学）

## 文化講演会
四大学連合附置研究所が主体となって、「四大学連合文化講演会」を開催している。2006年（平成18年）の第1回以来毎年開催されている。

## 特徴・問題点
- コース修了だけでは卒業の要件を満たすことはできない。その要件は各大学毎に異なっている。
- 「4大学間共通コース」は「海外協力コース」のみである。また、東京外国語大学が提供するコースは2つのみと他の3大学に比べて極端に少ない。
- 東京外国語大学が有する田沢湖高原研修施設では、四大学連合加盟大学の学生および教職員を「協定校関係者」と定めている[4]。
- 東京科学大学発足前から、四大学連合は将来の統合に向けた動きと見る向きもあれば、逆に統廃合を防ぐための布石と見る向きもあると分析されていた[5]。